# Flip chip

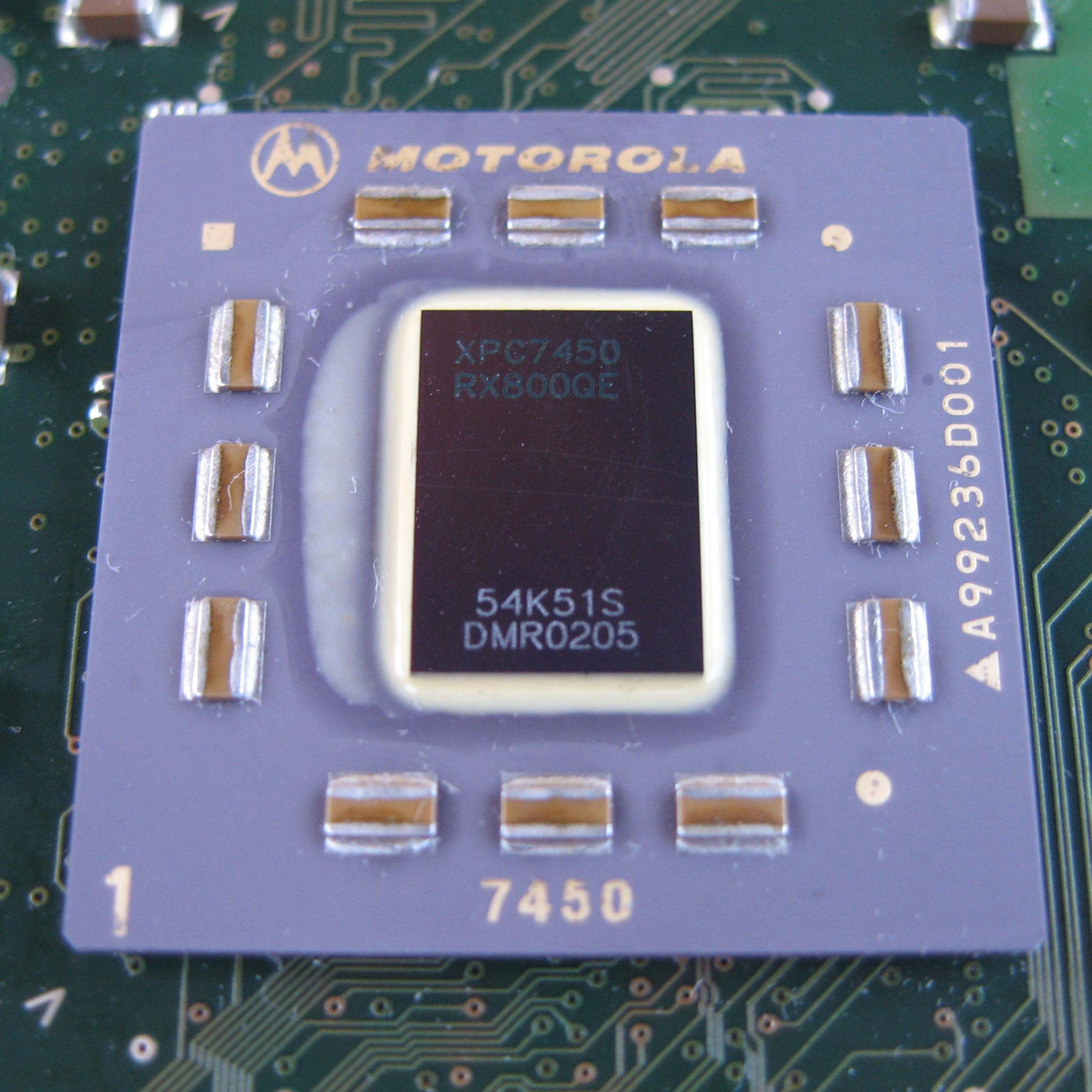
Empaquetado de un procesador PowerPC con Flip-Chip, se ve el chip de silicio.

Flip chip es una tecnología de ensamble para circuitos integrados además de una forma de empaque y montaje para chips de silicio.
Como método de ensamble, elimina la necesidad de máquinas de soldadura de precisión y permite el ensamblaje de muchas piezas a la vez.
Como método de empaque para chips, reduce el tamaño del circuito integrado a la mínima expresión, convirtiéndolo en una pequeña pieza de silicio con diminutas conexiones eléctricas. Debido a las características que presenta el método Flip chip, en la actualidad se está empezando a utilizar también en el campo del empaquetado de chips tridimensionales (3D).
Convencionalmente se soldaban pequeños alambres a unos puntos de conexión en el perímetro del chip, permitiendo el flujo de corriente entre los pines y los circuitos eléctricos en el silicio. El chip se pegaba con sus componentes activos boca arriba de manera que en algunos circuitos integrados como las memorias UV-EPROM es posible ver el arreglo de componentes de silicio y los alambres que lo conectan.
Es una técnica de uso extendido para la construcción de microprocesadores, procesadores gráficos para tarjetas de vídeo, integrados del chipset.En algunos circuitos integrados construidos con esta técnica, el chip de silicio queda expuesto de manera que puede ser enfriado de manera más eficiente.

## Proceso de interconexión
El proceso que sigue esta tecnología consiste en lo siguiente:
1. Se fabrica el chip de forma que los contactos de las conexiones queden en la parte superior de la oblea de silicio, con el objetivo de poder montar este tipo de chips sobre la placa (o en el caso del empaquetado 3D, sobre otro chip u oblea).
2. Se metalizan los “pads” exteriores del chip, que conectan con las conexiones existentes en la oblea de silicio.
3. Se depositan “bolas” de pasta de soldadura en todos y cada uno de los contactos metalizados del chip.
4. Se orienta el chip de modo que los contactos (junto con la pasta de soldar depositada sobre ellos) quede por la cara inferior del chip.
5. Se alinean y ponen en contacto los “pads” del chip con los “pads” existente en la superficie donde queremos colocarlo. Una vez alineado y colocado el chip, se funden las bolas de soldadura (generalmente, mediante el uso de aire caliente).
6. Se termina de rellenar el espacio existente entre el chip y la superficie de colocación mediante un adhesivo aislante.